# Берингтон, Иосиф
Иосиф (Джозеф) Берингтон (англ. Joseph Berington; 16 января 1743, Уинсли, Херефордшир, Англия — 1 декабря 1827, Бакленд) — английский католический священник, клирик, историк, педагог, один из видных британских духовных писателей своего времени.

## Биография
Воспитывался во французском коллеже в Дуэ. После рукоположения в священники был переведен на кафедру философии в тамошнем университете. Позже служил на продолжение 20 лет священником во Франции.
Известен либеральными принципами и в целом антиепископской тенденцией в своих действиях.
Автор большого количества сочинений по богословию и истории, в том числе «Литературной истории средневековья» (1811).

## Избранные сочинения
- «Miscellaneous Dissertations, historical, critical, and moral, on the origin and Antiquity of Masquerades, Plays, Poetry etc.» (1751),
- «History of the Reign of Henry II and of Richard and John, his sons» (1790)
- «Literary History of the Middle Ages» (1814)
- «Present State of Caths» (1787);
- «Rights of Dissenters» (1789);
- «Henry II, Richard and John» (1790);
- «Examination of Events termed Miraculous» (1796);
- «Gother’s Prayers» (1800);
- «Faith of Catholics» (1813);
- «Decline and Fall of Catholic Religion in England» (1813)